# Anne Milgram
Anne Melissa Milgram (nacida el 1 de diciembre de 1970) es una abogada y académica estadounidense. Se desempeñó como la undécima administradora de la Administración de Control de Drogas (DEA) entre 2021 y 2025. Anteriormente fue la quincuagésima séptima fiscal general del estado de Nueva Jersey entre 2007 y 2010.

## Infancia y educación
Milgram nació el 1 de diciembre de 1970 en Perth Amboy, Nueva Jersey. Creció en East Brunswick como hija de Gail (nacida Gleason), profesora de la Universidad Rutgers, y William "Bill" Milgram, ingeniero. Tiene una hermana, Lynn Milgram Mayer, profesora universitaria.
Estudió en East Brunswick High School, donde se desempeñó como page del Congreso. Se graduó summa cum laude de la Universidad Rutgers en 1992 con una licenciatura en literatura inglesa y ciencias políticas, siendo miembro de la sociedad de honor Cap and Skull. Obtuvo su maestría en filosofía en teoría social y política en Trinity Hall, Universidad de Cambridge, en 1993, y su doctorado en derecho (Juris Doctor) en la Facultad de Derecho de la Universidad de Nueva York (NYU Law) en 1996.

## Carrera
Tras graduarse, fue asistente legal de la jueza federal Anne Elise Thompson en Trenton (1996–1997). Luego comenzó como fiscal adjunta en la Fiscalía del Distrito de Manhattan. Más adelante trabajó en la Sección de Derechos Civiles del Departamento de Justicia de los EE. UU., donde lideró casos de trata de personas como asesora especial de litigios. También fue asesora del senador Jon Corzine en su último año en el Senado.

### Fiscal general de Nueva Jersey
Milgram asumió como fiscal general interina el 1 de septiembre de 2006, tras la renuncia de Zulima Farber. Entre 2007 y 2010 ejerció como fiscal general del estado. En 2007, estableció una colaboración con la Oficina de Alcohol, Tabaco, Armas de Fuego y Explosivos (ATF) para acceder en tiempo real al sistema E-Trace, una base de datos nacional para rastrear armas ilegales. Ordenó a todos los departamentos policiales de Nueva Jersey enviar datos a E-Trace para crear una base estatal de armas rastreadas.

### Otros cargos

#### Fundación Arnold
Entre 2011 y 2015, dirigió la Iniciativa de Justicia Penal en la Fundación Laura y John Arnold, desarrollando e implementando una herramienta nacional de evaluación de riesgo para decisiones judiciales en procesos penales.

#### Law & Order: Special Victims Unit
De 2013 a 2021 fue asesora legal de Wolf Entertainment, colaborando con los guionistas, productores y actores de la serie Law & Order: Special Victims Unit para representar de forma realista el sistema judicial estadounidense.

#### Lowenstein Sandler
En julio de 2017 se incorporó como asesora especial al bufete Lowenstein Sandler, en las áreas de tecnología y defensa penal de cuello blanco.

#### Carrera académica
Milgram fue profesora visitante y académica distinguida en la Facultad de Derecho de la Universidad de Nueva York. En 2020 colaboró con la ciudad de Indianápolis a través del Criminal Justice Lab de NYU.

### Administradora de la DEA
El 22 de abril de 2021, el presidente Joe Biden la nominó formalmente como administradora de la DEA. El 26 de mayo se celebró su audiencia en el Comité Judicial del Senado, y fue confirmada por consentimiento unánime el 24 de junio de 2021. Prestó juramento el 28 de junio, en una ceremonia a cargo del fiscal general Merrick Garland.

## Vida personal
Está casada y tiene un hijo.